# Kaloša
Kaloša é um município da Eslováquia, situado no distrito de Rimavská Sobota, na região de Banská Bystrica. Tem 15,13 km² de área e sua população em 2018 foi estimada em 830 habitantes.

## Demografia
| Ano:        | 1994 | 2004    | 2014    | 2024   |
| ----------- | ---- | ------- | ------- | ------ |
| Broj ljudi: | 610  | 683     | 776     | 815    |
| Razlika:    |      | +11,96% | +13,61% | +5,02% |

| Ano:               | 2023 | 2024   |
| ------------------ | ---- | ------ |
| Número de pessoas: | 812  | 815    |
| Diferença:         |      | +0,36% |